# Astreia
Astreia ou Astrea (em grego clássico: Ἀστραῖα é uma divindade menor; "donzela ou virgem das estrelas"), na mitologia grega, é filha de Zeus e Têmis. Tanto ela quanto sua mãe são personificações da justiça. Ela pregava a sabedoria e ensinava aos homens atividades caseiras, como caçar, plantar, entre outras. Logo após a Idade de Ouro, abandonou a Terra para não ver o sofrimento pelo qual passaria a humanidade nas próximas idades, partindo para o céu, na forma da constelação de Virgem. A balança que ela carregava se tornou a constelação próxima de Libra.
É uma das deusas relacionadas aos signos de Libra, Virgem e Gêmeos, juntamente com Atena, Afrodite e Apolo.[carece de fontes?]